# Volkswagen Tayron
Volkswagen Tayron je SUV crossover německé automobilky Volkswagen, který byl představen nejprve v roce 2018 pro čínský trh a posléze v roce 2024 globálně. Druhá generace tohoto modelu prodávaná od roku 2024 je nástupcem modelu Tiguan Allspace.
První generace vozu je v Číně dostupná od října 2018. V dubnu 2020 byla na čínský trh uvedena také varianta vozu v podobě kupé zvaná Tayron X. V roce 2023 model prošel faceliftem. Na Pařížském autosalonu byla v říjnu 2024 představena verze Volkswagenu Tayron určená pro globální trh, která se velikostně i výbavou pohybuje mezi menším Tiguanem a větším Touaregem. V Číně byla tato nová generace Tayronu označena jako Tayron L., stále prodávaná v menších rozměrech než ve zbytku světa. Ve Spojených státech amerických nese tento model naopak označení Tiguan.
Na český trh byl vůz uveden v březnu 2025.

## Galerie

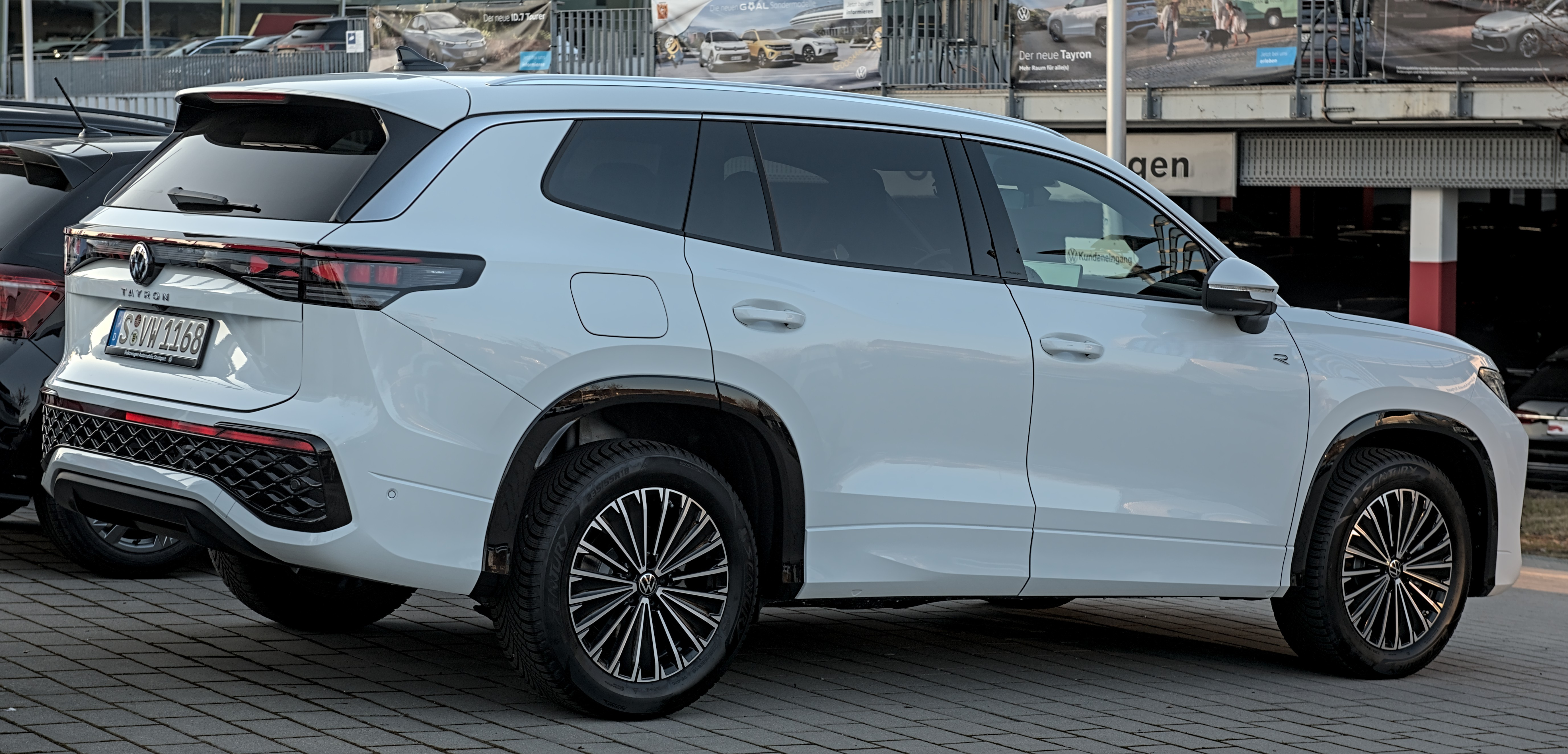
Tayron v bílém provedení
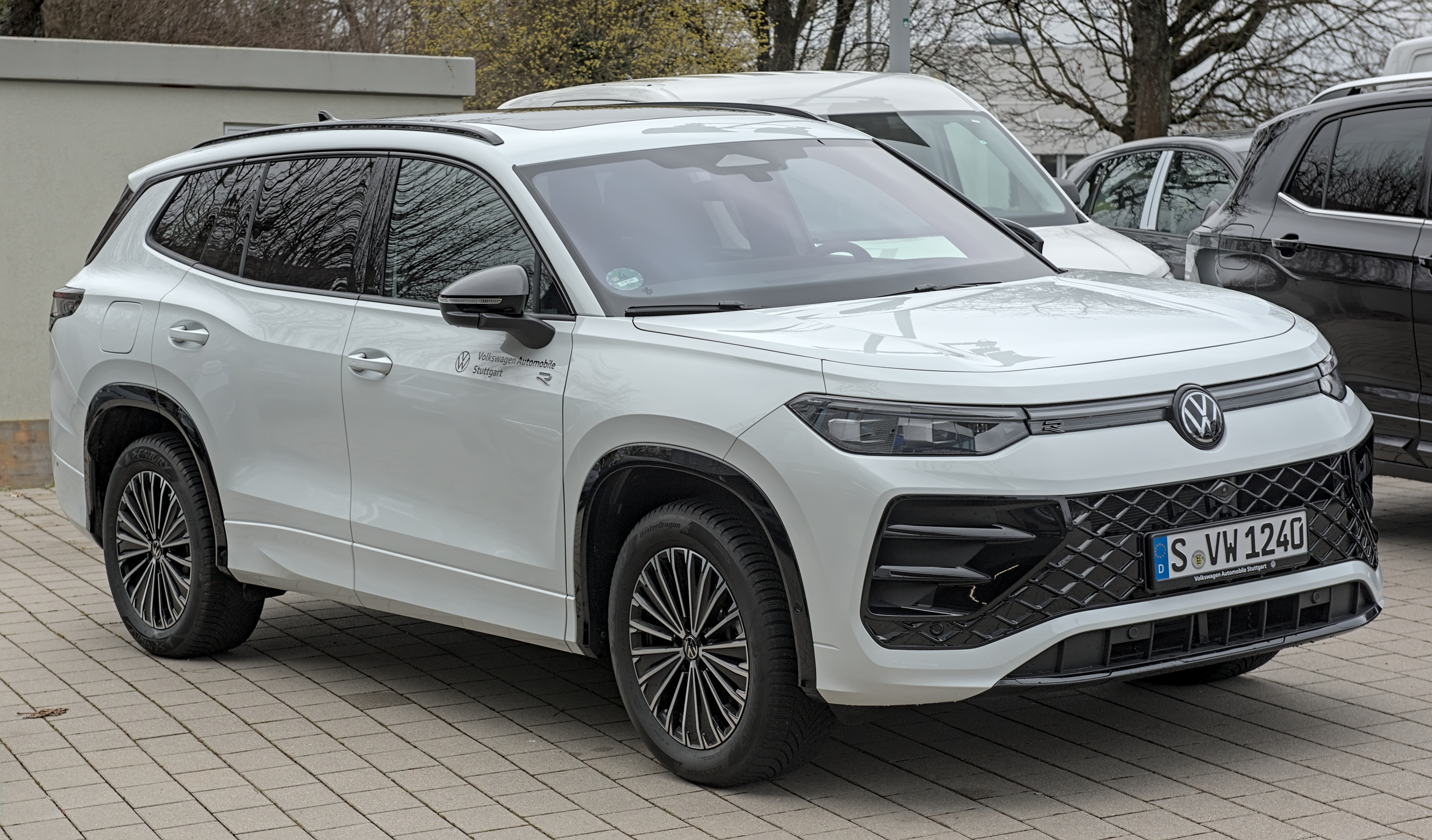
Tayron v bílém provedení zepředu
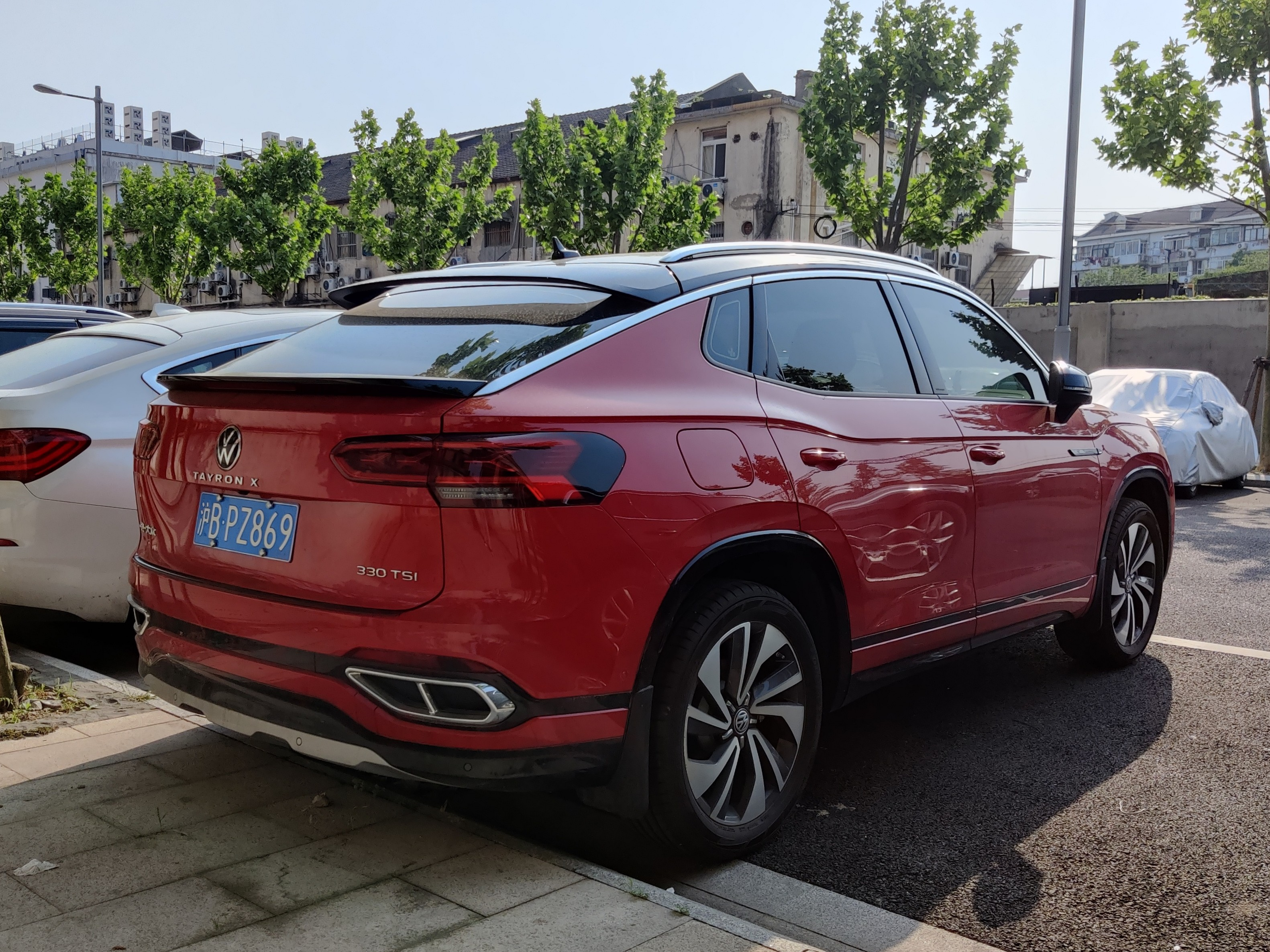
Tayron X prodávaný v Číně
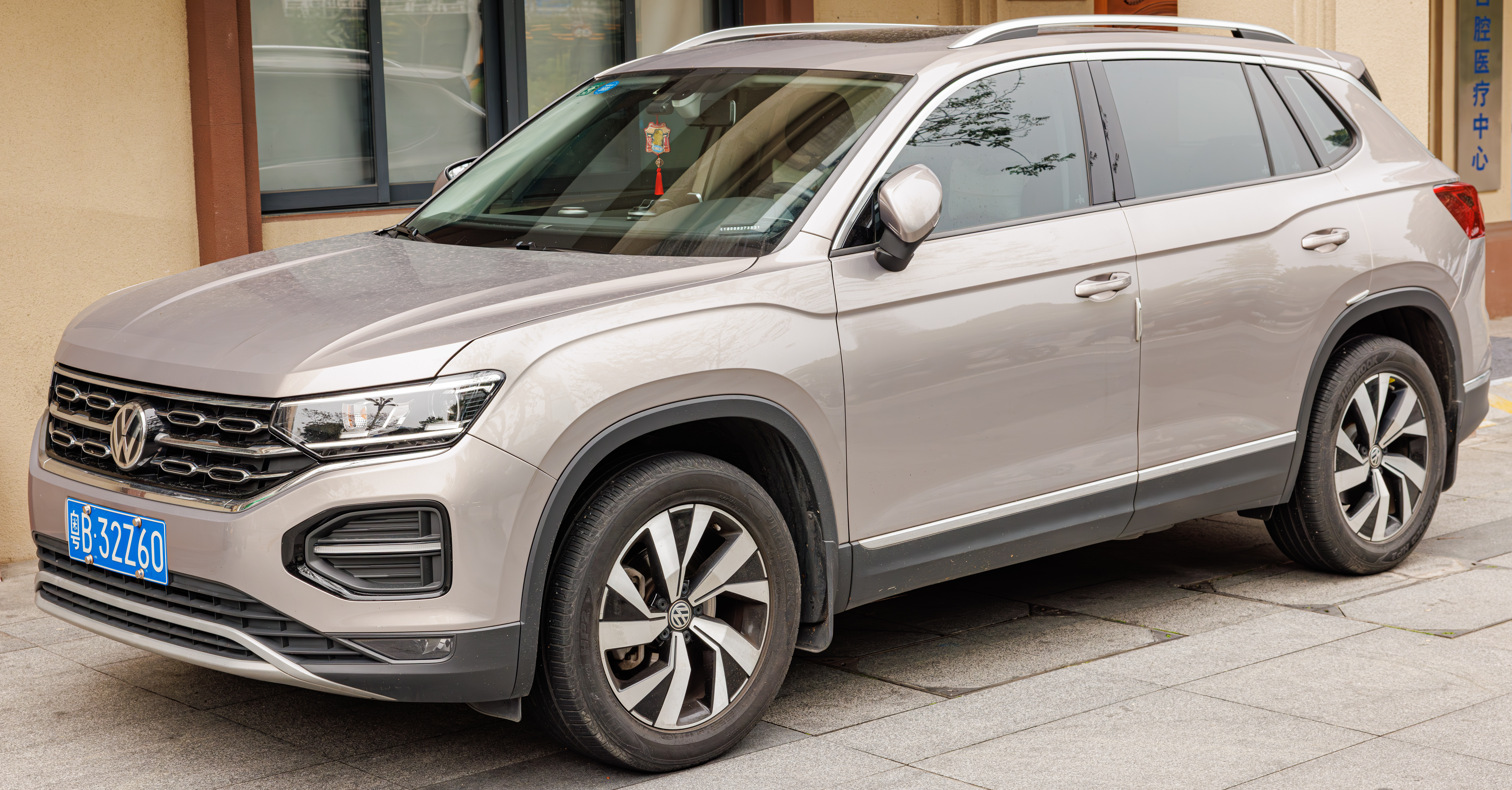
Tayron v čínském Shenzenu
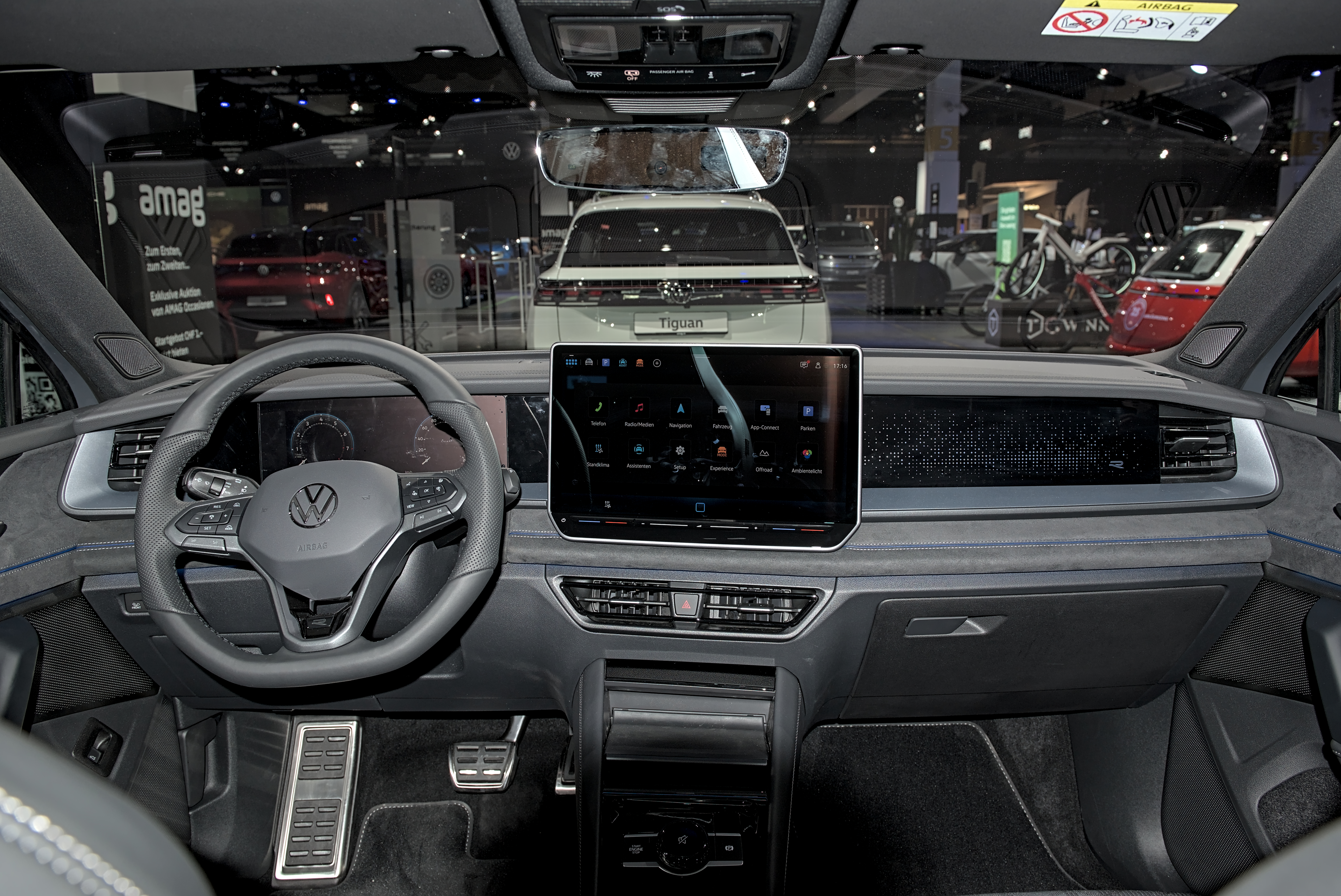
Interiér přední části vozu
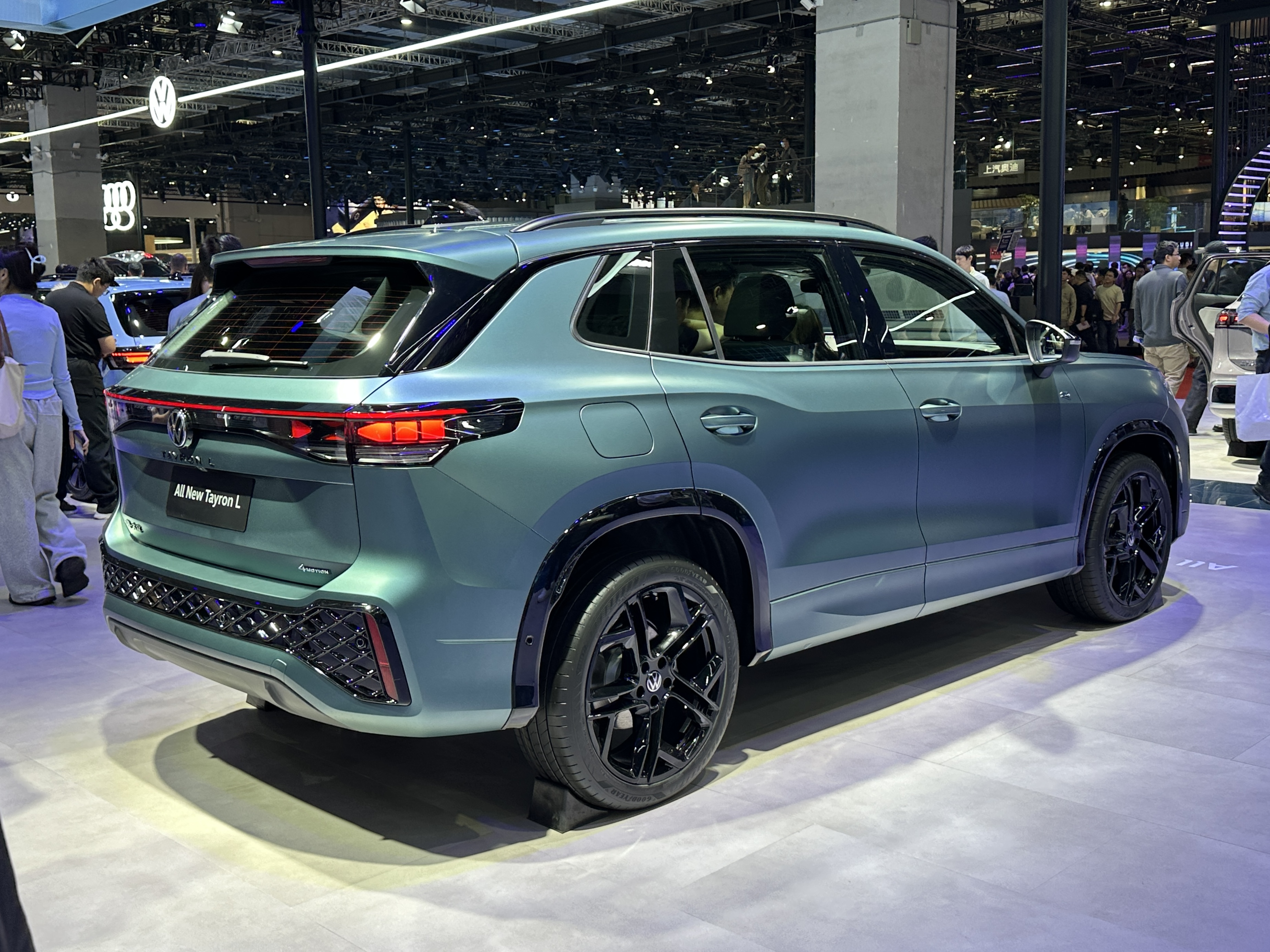
Tayron L v Číně